# Distillerie de Lembecq
 (février 2025).
La mise en forme du texte ne suit pas les recommandations de Wikipédia : il faut le « wikifier ».
Les points d'amélioration suivants sont les cas les plus fréquents. Le détail des points à revoir est peut-être précisé sur la page de discussion.
- Les titres sont pré-formatés par le logiciel. Ils ne sont ni en capitales, ni en gras.
- Le texte ne doit pas être écrit en capitales (les noms de famille non plus), ni en gras, ni en italique, ni en « petit »…
- Le gras n'est utilisé que pour surligner le titre de l'article dans l'introduction, une seule fois.
- L'italique est rarement utilisé : mots en langue étrangère, titres d'œuvres, noms de bateaux, etc.
- Les citations ne sont pas en italique mais en corps de texte normal. Elles sont entourées par des guillemets français : « et ».
- Les listes à puces sont à éviter, des paragraphes rédigés étant largement préférés. Les tableaux sont à réserver à la présentation de données structurées (résultats, etc.).
- Les appels de note de bas de page (petits chiffres en exposant, introduits par l'outil «  Source ») sont à placer entre la fin de phrase et le point final[comme ça].
- Les liens internes (vers d'autres articles de Wikipédia) sont à choisir avec parcimonie. Créez des liens vers des articles approfondissant le sujet. Les termes génériques sans rapport avec le sujet sont à éviter, ainsi que les répétitions de liens vers un même terme.
- Les liens externes sont à placer uniquement dans une section « Liens externes », à la fin de l'article. Ces liens sont à choisir avec parcimonie suivant les règles définies. Si un lien sert de source à l'article, son insertion dans le texte est à faire par les notes de bas de page.
- La présentation des références doit suivre les conventions bibliographiques. Il est recommandé d'utiliser les modèles {{Ouvrage}}, {{Chapitre}}, {{Article}}, {{Lien web}} et/ou {{Bibliographie}}. Le mode d'édition visuel peut mettre en forme automatiquement les références.
- Insérer une infobox (cadre d'informations à droite) n'est pas obligatoire pour parachever la mise en page.

Pour une aide détaillée, merci de consulter Aide:Wikification.
Si vous pensez que ces points ont été résolus, vous pouvez retirer ce bandeau et améliorer la mise en forme d'un autre article.

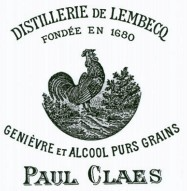
Etiquette de la Distillerie

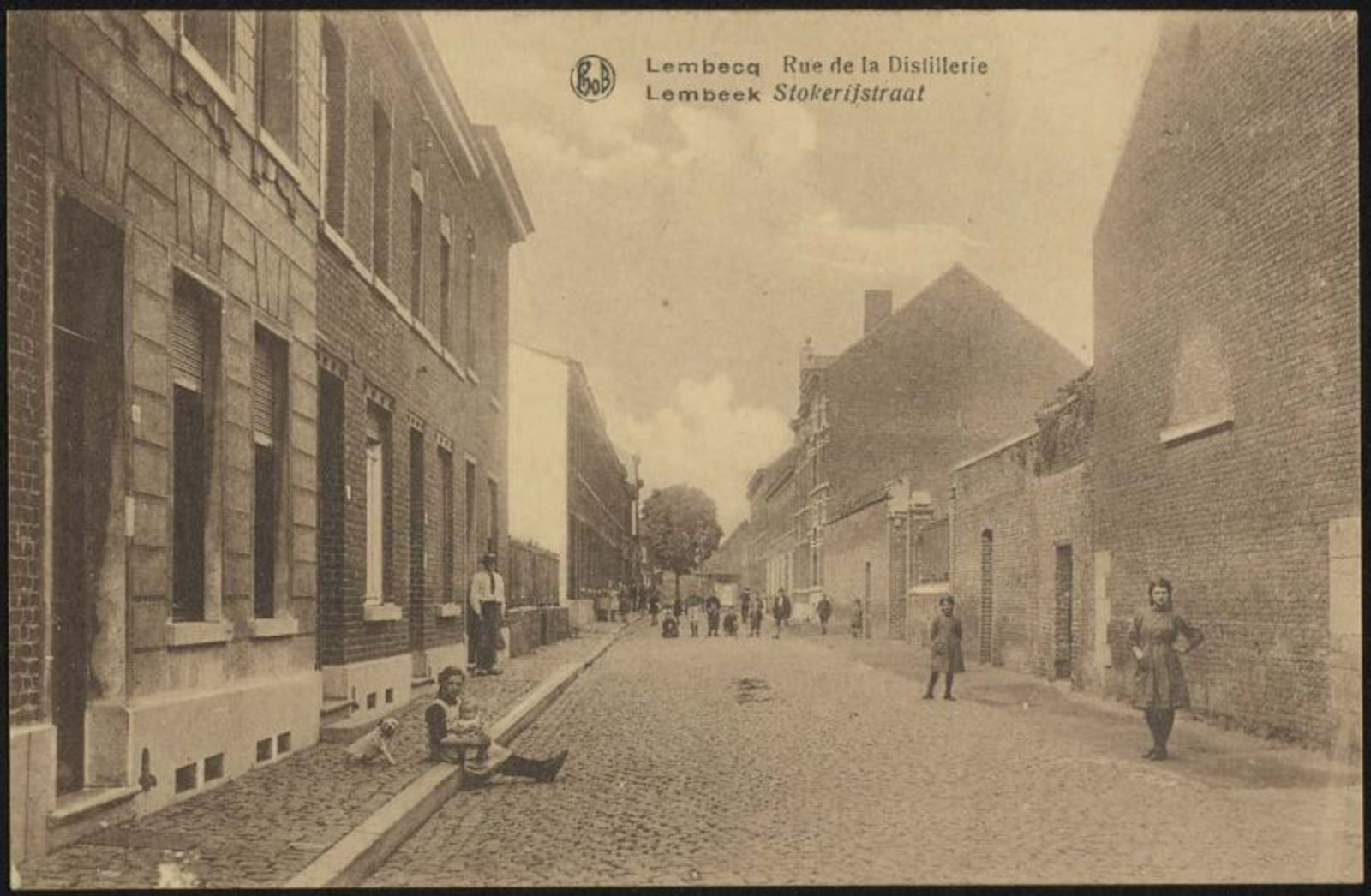
Lembeek rue de la distillerie 1910

La distillerie de Lembecq, fondée en 1680 par Jean-Baptiste Claes, est établie dans une ferme achetée par le fondateur au centre du village de Lembecq (en néerlandais Lembeek) dans la province du Brabant flamand en Belgique,,. 
La famille Claes a développé dans ce village une industrie agro alimentaire pendant plus de 250 ans, entre 1680 et 1927. La date de première production du genièvre remonte à 1680 comme en témoigne le millésime présent sur étiquettes des bouteilles de Genièvre distribuées à l'époque de la direction du Chevalier Paul Claes, un descendant de cinquième génération (1818-1884) avec la mention suivante : "Distillerie de Lembecq , fondée en 1680 producteur de Genièvre et Alcool pur grains". Le village de Lembeek est situé au Sud-Ouest de l'agglomération actuelle de la ville de Bruxelles, le long de la Senne. La proximité de cette voie navigable va offrir un réseau de distribution des produits de la distillerie vers l'ensemble des villes de la région du Brabant (Bruxelles, Malines, Louvain).
La distillerie Claes est caractérisée par sa longévité, par une vision volontariste et déterminée, celle d'avoir voulu créer un monopole en concentrant vers elle (son infrastructure)  la production agricole locale. La famille Claes est restée présente dans la direction de l'entreprise et les acquis n'ont pas apparemment été morcelés au cours des successions. La cessation des activités date de 1927.

## Histoire
Cette unité de production traverse les périodes de l'histoire belge (l'ancien régime dont la période autrichienne, ensuite les occupations française, napoléonienne, et finalement la création de l'État belge, ainsi que la première guerre mondiale).
À sa création, l'atelier contenant un simple alambic tire un avantage notable des conditions administratives et fiscales du village de Lembecq, héritées du moyen âge. Cette région, ancienne possession de la principauté de Liège, bénéficiant du statut de ville franche, territoire où l'imposition fiscale des sujets et propriétés est inexistante et avait préservé ce privilège. A cette époque Lembecq est également située à la frontière de deux territoires stratégiques le duché de Brabant et le comté de Hainaut au cours les siècles précédents (au 12e siècle), y devient un zone neutre attachée à la principauté de Liège.
On observe dans cette région une grande profusion de distilleriesd'alcool au début du 18e siècle, la plupart étant le résultat d'initiatives individuelles, de courte durée,ne laissant que peu de traces dans les archives. L'occupant français au XVIIIe siècle utilise l'expression « le village des alambics ». L'absence de taxes et accises est une des raisons de ce développement. La proximité de grandes agglomérations (Bruxelles) et autres villes du Brabant reliées par un réseau navigable (La Senne et les canaux creusés pendant la période autrichienne (1713-1794) couvrant l'ensemble du Brabant est un autre élément de cette croissance régionale. L'administration autrichienne ayant aussi favorisé la croissance de l'activité commerciale. Le nombre de distilleries décolle, on parle de 40 unités. A cette époque une brasserie est aussi érigée par la famille Claes à Hondzocht, un hameau de Lembecq. A cette époque, le distillateur Claes diversifie sa production, acquiert des moulins sur la Senne, modernise ses unités (machine à vapeur). La famille domine la vie économique et politique locale sous la direction de Philippe Claes (1716-1784) , les producteurs de grains locaux signent des accords commerciaux ou doivent se résoudre à l'obligation à délivrer leur production agricole et faire usage des infrastructures de la distillerie Claes (notamment le moulin à grains). C'est sous la gestion de Jean-Baptiste Claes (1748-1784) que la distillerie atteint le sommet de sa croissance.
Avec l'arrivée des troupes révolutionnaires françaises, vers 1794 et l'annexion des provinces du sud, la période dite de l'ancien régime se termine. La fiscalité favorable est remise en question, des barrières douanières se créent et un certain protectionnisme français (protection du secteur vinicole) apparaît. Des menaces de fermeture des distilleries sont propagées par l'administration française, c'est l'époque de la guerre des paysans. Les biens privés sont confisqués, vendus à l'Etat. Jean-Baptiste Claes saisit cette opportunité pour convertir le revenu de ces ventes en biens fonciers.
Pendant la période Napoléonienne la croissance du secteur des spiritueux reprend haleine. De nouvelles technologies de distillation sont installées (machine à vapeur, colonnes de distillation). L'Angleterre est écartée du réseau commercial.
La transition hollandaise de 1815-1830 apporte une nouvelle liberté aux industriels. L'entreprise Claes continue sa diversification, une malterie industrielle est introduite, en 1830 une colonne de distillation de marque Cellier Blumenthal est intégrée à l'outil de production. Au niveau local, une culture dirigée de la betterave et des grains est imposée aux paysans locaux, les terres de la famille Claes sont proposées ou imposées à la location à cet effet.
À partir de 1830 un nouveau contexte économique et politique (la famille a livré quatre bourgmestres en 50 ans) s'installe avec la création du nouvel État belge. Les entreprises nationales sont encouragées ou libérées de contrôle , la diversification de l'entreprise Claes reprend.Une demande de création d'une sucrerie est introduite en fin 1835. Des résidus de cette dernière unité de production proviennent l'alimentation pour bétail et les engrais. Paul Claes (1861-1879) est aux commandes de l'entreprise, il est le dernier membre de la famille à occuper la place de bourgmestre à Lembeek. Il avait été anobli au titre de Chevalier par sa majesté le roi des belges Léopold II.
Au cours de la Première Guerre mondiale, les installations sont démantelées à la suite des ordres de confiscation de l'armée allemande.

## La distillerie
La distillerie Claes de Lembeek est localisée au centre du village de Lembeek dès sa création dans une ferme achetée par son propriétaire. Les bâtiments ont été détruits au cours du 20e siècle, y compris le moulin (1881) et la haute cheminée carrée. La seule trace restante étant l'indication "rue de la Distillerie". Un dessin des installations confirmant la position de la distillerie par rapport à l'église (centre du village) est fournie l'archiviste et dessinateur Alphonse Wauters dans sa publication ainsi que reprise dans la revue Molen echo's. Une aquarelle du peintre Auguste de Peellaert conservée au musée communal de Bruges  illustre cette époque, on y découvre le moulin, une cheminée carrée et le bâtiment principal de la distillerie.

## Moulin en pierres
La construction du moulin, est un pas important dans la stratégie politico-sociale de la famille Claes. En effet, la participation des membres de la famille (en tant que bourgmestres) à la gestion politique du village a favorisé à la mise en place d'une situation monopoliste, les agriculteurs locaux viennent moudre leurs grains au moulin Claes et la firme négocie le prix des denrées en exclusivité.
Liste des bourgmestres dans la période 1800-1880 :  
- 1808 - 1816 : Jean Baptiste Claes
- 1825 - 1847 : Charles François Claes
- 1847-1861 : Victor Ghislain Claes
- 1861-1879 : Paul Alexandre Claes.

Liste de propriétaires successifs du moulin au sein de la famille Claes (dates de actes auprès du notaire Lindemans, à Lembeek) illustrant la continuité familiale dans la gestion de affaires.
1830 propriétaire: Claes-Walravens Carolus Franciscus (Lembeek, 1787-1847) - 23.01.1847, héritage: Maria Anna Petronella Walravens (Brussel 1787 - Lembeek 1864), veuve de Carolus Franciscus Claes - 21.03.1847, donation: a) Claes Victor Jean Ghislain (Brussel, 1815-1900), b) Claes Paul Alexander Ghislain (Lembeek, 1818-1884) et c) Claes Françoise Ghislaine (Lembeek 1821 - ? 1878) - 24.03.1847 vente: a) Claes Victor Jean Ghislain, propriétaire et b) Claes Paul Alexandre Ghislain propriétaire - 25.07.1859, vente: Claes Paul Alexandre Ghislain, fabriquant à Lembeek.